# Clypeodytes ater
Clypeodytes ater är en skalbaggsart som beskrevs av Bilardo och Rocchi 1990. Clypeodytes ater ingår i släktet Clypeodytes och familjen dykare. Inga underarter finns listade i Catalogue of Life.